# Halcampoididae
Halcampoididae is een familie uit de orde van de zeeanemonen (Actiniaria). De familie is voor het eerst wetenschappelijk beschreven door Appellöf in 1896. De familie omvat 8 geslachten en 13 soorten.

## Geslachten
- Acthelmis Lütken, 1875
- Calamactinia Carlgren, 1949
- Calamactis Carlgren, 1951
- Halcampella Andres, 1883
- Halcampoides Danielssen, 1890
- Pentactinia Carlgren, 1900
- Scytophorus Hertwig, 1882
- Siphonactinopsis Carlgren, 1921